# Roestinae
Die Roestinae sind eine wenig erforschte und wenig bekannte Unterfamilie der Salmler. Arten aus der Unterfamilie kommen in Brasilien im oberen und mittleren Amazonasbecken, im Rio Tocantins, im kolumbianischen Río Magdalena, im Einzugsgebiet des Maracaibo-Sees in Venezuela und im Essequibo (Guyana) vor. Zu der Unterfamilie gehören zwei Gattung mit jeweils drei Arten.

## Merkmale
Roestinae-Arten besitzen einen seitlich abgeflachten, mäßig hochrückigen Körper und sind von silbriger Farbe. Die Arten der Gattung Gilbertolus werden 9,6 bis 13 cm lang, die Roestes-Arten werden mit 14,2 bis 20 cm etwas größer. Das Maul ist stark oberständig, die Augen sind groß. Die Fangzähne der carnivoren Roestinae-Arten sind wesentlich kleiner als die der Wolfssalmler (Cynodontidae). Die Brustflossen sind lang und stehen weit unten, die Rückenflosse ist kurz und fahnenartig, die Afterflosse lang, die Schwanzflosse gegabelt.
- Flossenformel: Dorsale 10–11, Anale 3–5/38–53
- Schuppenformel: 58–75/9–19/19–31.
- Wirbel: 37–40.

## Systematik
Die Unterfamilie Roestinae wurde erst 1998 von Lucena & Menezes aufgestellt und zunächst in die Familie der Wolfssalmler (Cynodontidae) gestellt, 2011 dann von Oliveira und Kollegen aufgrund des Vergleichs von DNA-Sequenzen aus zwei Genen der mitochondrialen DNA und von drei Genen aus dem Zellkern der Familie Acestrorhynchidae zugeordnet.

## Gattungen und Arten
- Gattung Gilbertolus Eigenmann in Eigenmann & Ogle, 1907[6]
  - Gilbertolus alatus
  - Gilbertolus atratoensis
  - Gilbertolus maracaiboensis
- Gattung Roestes Günther, 1864[7]
  - Roestes itupiranga
  - Roestes molossus
  - Roestes ogilviei